# عایشه سلطان (دختر احمد یکم)
عایشه سلطان (۱۶۰۶ استانبول – ۱۶۵۸ استانبول) دختر احمد یکم از همسرش ماه‌پیکر سلطان، خواهر عثمان دوم، مراد چهارم، ابراهیم یکم و عمه محمد چهارم بود. عایشه و خواهرش فاطمه به دلیل ازدواج‌های سیاسی‌ مشهور هستند.

## اوایل زندگی
عایشه سلطان درسال ۱۶۰۶ در استانبول به دنیا آمد و احمد او را به احترام عمه خود عایشه نامید. مادرش ماه‌پیکر سلطان همسر مورد علاقه پدرش بود. عایشه اولین دختر این زوج بود. اولین ازدواج او زمانی اتفاق افتاد که هنوز کودک بود.

## ازدواج‌های سیاسی
عایشه سلطان ابتدا در سال ۱۶۱۲ با گومولسینلی نصوح پاشا، وزیر اعظم (۱۶۱۴ - ۱۶۱۱) ازدواج کرد. جشن‌های نامزدی و مراسم عروسی آن‌ها و هم‌چنین جشن‌های خواهرش گوهرخان سلطان و اغوز کارا محمد پاشا، طی چند ماه در سال‌های ۱۶۱۱ و ۱۶۱۲ برگزار شد، احمد شخصا از این ازدواج‌ها حمایت مالی کرد، به قدری مفصل بودند که توسط عموم مشاهده می‌شدند، گویی جشن‌هایی هستند که نشانگر پایان جنگ‌هایی بود که سلطان وعده داده بود. در ژوئیه سال ۱۶۱۲، شاهزاده خانم کوچک را با شکوه به کاخ شوهرش بردند، جایی که در نهایت در حضور او اعدام شد (سال ۱۶۱۴) که باعث ناراحتی وی شد. این کاخ، که در مقابل اسکله معروف اسکودار قرار داشت که توسط عایشه به عنوان دارایی نگهداری شد.   
در حالی که هنوز کودک بود، در مرحله دوم با کاراکاش محمد پاشا، بیگلربیگی بودا در سال ۱۶۱۶ ازدواج کرد. شاهزاده خانم شوهرش را همراهی نکرد و با خانواده‌اش در استانبول زندگی می‌کرد، در طول مبارزات نظامی عثمان دوم علیه لهستان در حدود سال ۱۶۲۲ فوت شد. در زمان برادرش مراد چهارم در سال ۱۶۲۵ به خواست مادرش با حافظ احمد پاشا وزیر اعظم دوران مراد (۱۶۳۱ - ۱۶۳۲) ازدواج کرد. او از این ازدواج دو پسر داشت. در طول شورش ینی‌چری‌ها و به خواست آن‌ها در سال ۱۶۳۲ اعدام شد.    
اوضاع سیاسی به گونه‌ای بود که تنها یک ماه بعد از اعدام حافظ پاشا، عایشه سلطان با یکی از حامیان وفادار مادرش، مرتضی پاشا، بیگلربیگی دیاربکر نامزد شد و در سال ۱۶۳۴ ازدواج انجام شد. بعد از عروسی، عایشه با شوهرش به دیاربکر رفت اما از همسرش متنفر بود، در سال ۱۶۳۵ از دست همسرش به استانبول گریخت. در جریان جنگ با صفویان، در سال ۱۶۳۶ پاشا کشته و عایشه بیوه شد. او در سال ۱۶۳۹ با چلبی احمد پاشا والی حلب ازدواج کرد این ازدواج تا سال ۱۶۴۴ زمانی که پاشا به دلیل رشوه اعدام شد ادامه داشت.    
در سال ۱۶۴۳، در اوایل سلطنت برادرش ابراهیم یکم، عایشه مانند خواهرانش، حداکثر دستمزد روزانه برای شاهزاده خانم‌ها،یعنی ۴۰۰ آسپر دریافت میکرد، در سال ۱۶۴۷، فاطمه به همراه دو خواهرش، فاطمه سلطان و خانزاده سلطان هم‌چنین اسماخان سلطان، دختر مراد، مورد هجوم اهانت و انزجار از سوی ابراهیم قرار گرفتند. او زمین‌ها و جواهرات آن‌ها را گرفت سپس آن‌ها را به خدمت هماشاه سلطان، صیغه‌ای که با او ازدواج کرده بود، قرار داد، در حالی که او غذا می خورد، عایشه صابون، فاطمه لگن، خانزاده حوله و اسماخان پارچ آب را در دست داشتند که همسر سلطان با آن دست هایش را میشست. به دلیل عدم خدمت درست به هماشاه، سلطان آن‌ها را به کاخ ادرنه تبعید کرد.   
بعد از اعدام همسر پنجمش در سال ۱۶۴۵ با ویونک احمد پاشا والی آدانا ازدواج کرد و زمانی که برادرش ابراهیم سرنگون و اعدام شد، همسرش دریاسالار امپراتوری شد. اما پاشا در سال ۱۶۴۹ فوت شد. عایشه سلطان در طول رقابت ماه‌پیکر سلطان و تورخان سلطان، از مادرش حمایت کرد. در طول جنگ کرت (۱۶۴۵-۱۶۶۹)، در سال ۱۶۵۴  عایشه با ابشیر مصطفی پاشا نامزد شد. به درخواست وی به پاشا سمت وزیر بزرگ اعطا شد. یک سال بعد پاشا اعدام شد. احتمالا در سال ۱۶۵۷ عایشه سلطان با ارمنی سلیمان پاشا ازدواج کرده است اما این مسئله مورد اختلاف است. عایشه سلطان در سال ۱۶۵۸ از دنیا رفت و در مقبره پدرش احمد یکم در در مسجد آبی دفن شد.